# Нгози
Нгози (рунди Ngozi; ранее также Гози) — город на севере Бурунди, административный центр одноимённой провинции.

## Географическое положение
Город находится в западной части провинции, к северу от реки Ньячижима, вблизи границы с Руандой, на высоте 1820 метров над уровнем моря. Нгози расположен на расстоянии приблизительно 65 километров к северо-востоку от Бужумбуры, крупнейшего города страны.

## Население
По данным переписи 1991 года численность населения Нгози составляла 5198 человек.
Динамика численности населения города по годам:
| 1991   | 2008   |
| ------ | ------ |
| 14 511 | 39 884 |

## Транспорт
Ближайший аэропорт расположен в руандийском городе Бутаре.